# کلر دوناهو
کلر دوناهو (به انگلیسی: Claire Donahue) (زادهٔ ۱۲ ژانویهٔ ۱۹۸۹) شناگر اهل ایالات متحده آمریکا است.